# Pantisocrazia
La pantisocrazia (dal greco πᾶν e ἰσοκρατία che significa "governo egualitario o dello stesso livello per tutti") era uno schema utopico ideato nel 1794, tra gli altri, dai poeti Samuel Taylor Coleridge e Robert Southey per una comunità egualitaria. Era un sistema di governo in cui tutti avrebbero governato allo stesso modo. Inizialmente intendevano stabilire una tale comunità negli Stati Uniti, scegliendo un sito sulle rive del fiume Susquehanna dopo aver considerato altri luoghi come il Kentucky. Nel 1795 Southey aveva dubbi sulla fattibilità del progetto e propose di spostare la sede del futuro insediamento in Galles. I due uomini non furono in grado di mettersi d'accordo sul luogo, facendo crollare il progetto.
Altre persone coinvolte erano il poeta Robert Lovell e tre delle sorelle Fricker, Sara, Edith e Mary, che sposarono i tre poeti, e George Burnett (che fece la proposta senza successo a un'altra sorella Fricker, Martha). 
Il loro amico Thomas Poole non faceva parte del piano ma considerò di trasferirsi da qualche parte nelle vicinanze, scrivendo: 
(Thomas Poole)

## Principi
I pantisocrati credevano che la società e la politica contemporanee fossero responsabili delle culture di servitù e oppressione. Avendo abbandonato queste influenze corruttive insieme alla proprietà personale per un nuovo inizio nel deserto, i pantisocratici speravano che gli uomini potessero essere governati dai "dettami della benevolenza razionale". 
Come spiegato da Southey, la comunità utopica che lui e Coleridge avevano progettato doveva essere costruita su due principi: "Pantisocrazia" (che significa governo di tutti) e "Asfeterismo" (che significa possesso generale della proprietà). Il progetto prevedeva che un piccolo gruppo di individui istruiti rinunciasse ai propri beni e lavorasse insieme per il bene comune. Sarebbero stati necessari pochi regolamenti per governare la colonia e le decisioni sarebbero state prese in modo da evitare che un uomo avesse più potere di un altro. Coleridge immaginava la pantisocrazia come un modo per ridurre al minimo l'avidità tra gli uomini. Inoltre, Coleridge e Southey speravano di vivere un'esistenza più rilassante di quanto fosse possibile in Inghilterra e si aspettavano che ogni membro della comunità avrebbe dovuto lavorare solo due o tre ore al giorno per sostenere la colonia.p. 132 
I pantisocratici consideravano il loro tentativo non solo come una ricerca della pace domestica personale, ma anche come un tentativo di cambiare lo status quo in Inghilterra. Un'influenza sul progetto fu la disillusione nei confronti della Rivoluzione francese e della politica di quel tempo in Inghilterra, da cui Coleridge potrebbe aver cercato conforto attraverso una fuga utopica. Coleridge vedeva lo schema utopico come un esperimento che, in caso di successo, avrebbe potuto essere gradualmente esteso a una cittadinanza più ampia. Coleridge sperava anche che, attraverso uno stile di vita più attivo e naturale, avrebbe vissuto un'esistenza più sana e salutare con la sua famiglia.

## Ispirazioni
Come molte società utopiche, la pantisocrazia immaginata dai membri doveva le sue origini all'ideale repubblica di Platone, immaginata negli ultimi libri di La Repubblica e in Crizia.p. 134 Gli esempi più moderni per i pantisocratici comprendevano L'Utopia di Tommaso Moro, La nuova Atlantide di Francesco Bacone, La città del sole di Tommaso Campanella e i racconti di Cotton Mather. 
I pantisocratici furono anche fortemente influenzati dai racconti di viaggio contemporanei del Nuovo Mondo. Molti scrittori che avevano visitato il Nuovo Mondo (inclusi Jacques Pierre Brissot, Thomas Cooper e Joseph Priestley) lo avevano descritto "un paese fresco e invitante, i cui abitanti sono incontaminati dai mali della società". Coleridge e Southey studiarono attentamente questi e altri racconti sul continente americano. 

## Inizi
Già nel novembre 1793 Robert Southey immaginava un'utopia negli Stati Uniti. Il compagno di scuola di Coleridge, Robert Allen, aveva conosciuto Southey mentre era a Oxford e aveva presentato i due uomini mentre Coleridge stava facendo un viaggio a piedi con un altro amico, Joseph Hucks. In seguito Southey scriverà "quell'incontro fissò le sorti future di entrambi". Coleridge prolungò la sua permanenza a Oxford per diverse settimane mentre i due uomini discutevano dei problemi del tempo e della possibilità di costituire una società utopica negli Stati Uniti, che Coleridge chiamò prima "pantocrazia" poi "pantisocrazia". Allen e l'amico di Southey, George Burnett, furono i primi alleati e quando Coleridge e Huck partirono per il Galles, Southey e Burnett li accompagnarono per un breve tratto. Durante il viaggio di ritorno a Oxford, Southey e Burnett discussero gli aspetti pratici del progetto. 
Per tutto il mese di luglio, Coleridge corrispondette regolarmente con Southey sui loro progetti (sfortunatamente, mentre molte delle lettere di Coleridge a Southey sono sopravvissute, è nota solo una parte di una delle lettere di Southey a Coleridge). Coleridge arrivò persino a condividere il suo entusiasmo per la pantisocrazia con molte delle persone che lui e Hucks incontrarono lungo la strada, offendendo diversi ascoltatori con le loro idee radicali. Durante il viaggio a piedi Coleridge incontrò anche una vecchia fiamma, Mary Evans, e il suo sentimento nei suoi confronti allontanò momentaneamente i pensieri di pantisocrazia dalla sua mente. Il 3 agosto, Coleridge e Hucks si incontrarono con Southey a Bristol.p. 159 
A Bristol, Southey e Coleridge continuarono a concretizzare i loro progetti e parlarono apertamente delle loro idee radicali. Un ascoltatore fu John Poole, cugino di Tom Poole di Nether Stowey, che scrisse del suo incontro con i due giovani: "Ognuno di loro era vergognosamente acceso di rabbia democratica per quanto riguarda la politica, ed entrambi infedeli per quanto riguarda la religione. Ero estremamente indignato..."p. 159 
Durante questo periodo i giovani fecero anche conoscenza con la famiglia della signora Fricker, una vedova le cui figlie sembravano disposte a partecipare al piano (come possibili mogli di Southey e Coleridge). Southey si interessò a Edith e Coleridge iniziò a mostrare interesse per Sara. 

## Ulteriore pianificazione e implicazioni pratiche
Nell'autunno del 1794, Coleridge iniziò seriamente a indagare sui problemi pratici della creazione di una comunità in America. Durante questo periodo incontrò George Dyer, uno studente che conosceva Priestley (che all'epoca viveva già in Pennsylvania), e parlò anche con un agente immobiliare. In una lettera a Southey, il 6 settembre, scriveva:
(Joseph Priestley)
Né Coleridge né Southey possedevano il denaro necessario, ma nel 1795 furono fatti progetti per una partenza primaverile.p. 165 I giovani speravano che altri immigrati più ricchi si sarebbero uniti allo sforzo offrendosi di finanziarlo. Tornato a Cambridge, alla fine di settembre, Coleridge iniziò a diffondere la notizia del piano. 
Coleridge, a quel tempo, immaginava che la comunità dovesse essere costituita da "dodici uomini con le loro famiglie", tra i quali sarebbero stati divisi i costi, con i membri più ricchi della comunità che avrebbero compensato le carenze dei più poveri.p. 166 Oltre al denaro, sorsero altre questioni pratiche. Avendo poca abilità nell'agricoltura o nella falegnameria, i giovani progettarono di acquisire queste abilità durante l'inverno in tempo per la partenza di marzo. Tra le famiglie che stavano progettando di fare il viaggio c'erano dei bambini e Coleridge temeva che potessero già essere profondamente visti con pregiudizio dalla società, che avrebbe potuto sovvertire e corrompere la pantisocrazia.

## Disinganno
Con l'arrivo della data fissata per la partenza e le difficoltà finanziarie per intraprendere il viaggio rimaste irrisolte, gli aspiranti emigranti cominciarono a perdere entusiasmo e determinazione.p. 168 Oltre alla loro mancanza di fondi, altre preoccupazioni sfidarono i pantisocratici. Contrariamente alle brillanti narrazioni di viaggio su cui Coleridge studiava durante le ricerche sulla prospettiva di stabilirsi in America, altri racconti della vita americana erano meno incoraggianti e descrivevano un'esistenza difficile e laboriosa. In una recensione di Some Information Respecting America di Thomas Cooper (uno dei resoconti positivi del Nuovo Mondo consultati da Coleridge) un recensore descriveva Cooper e quelli come lui come "banditori rivali, o piuttosto uomini di spettacolo, di stanza per l'attrazione di incauti passeggeri. "Pregate, signore e signori, entrate e ammirate le meraviglie del Kentucky: pregate, fermatevi e ammirate le incomparabili bellezze del Susquehanna." 
Coleridge affrontò anche sfide personali nella realizzazione del progetto. Ricevette una lettera da Mary Evans che si esprimeva contro il piano, e i suoi sentimenti verso di lei per un po' lo influenzarono contro la pantisocrazia. Apprendendo che si era fidanzata, Coleridge riportò la sua attenzione sulla pantisocrazia e Sara Fricker. Sotto la pressione di Southey di agire nei confronti di Sara (sia per le richieste della pantisocrazia sia perché veniva corteggiata da altri uomini), Coleridge sposò Sara nell'ottobre 1795. 
Mentre i progetti si bloccavano, Southey e Coleridge alla fine entrarono in un vicolo cieco. Coleridge, Southey e Burnett condividevano le stanze a Bristol, ma il meticoloso Southey era preoccupato per lo stile di vita di Coleridge e temeva che le finanze fossero lasciate sotto la sua responsabilità (aveva contribuito quattro volte di più ai loro fondi comuni rispetto ai suoi compagni di stanza). Southey a un certo punto sostenne di portare i servi nel nuovo mondo, una proposta che Coleridge derise. Anche Southey e altri aspiranti pantisocratici consideravano un piano meno ambizioso: l'acquisto di una fattoria comune in Galles. Coleridge, ancora sognando il Nuovo Mondo, sentiva che questo compromesso non era in grado di soddisfare gli standard della pantisocrazia. In una lettera a Southey si lamentava del fatto che le risorse private non sarebbero state abbandonate nella fattoria in Galles e che "In breve, dovremo iniziare come partner in un commercio di piccola agricoltura". Nell'inverno del 1795, il sogno della pantisocrazia si era quasi estinto. 

## Impatto su Coleridge
Ci sono due poesie di Coleridge che affrontano direttamente i piani che lui e Southey stavano immaginando. "Pantisocrazia", un sonetto inviato a Southey in una lettera del 18 settembre 1794, non fu pubblicato durante la vita di Coleridge. Un secondo sonetto, "On the Prospect of Establishing a Pantisocracy", anche questo attribuito a Coleridge, venne pubblicato per la prima volta nel 1826. Molte delle altre opere di Coleridge del tempo suggeriscono implicitamente il Nuovo Mondo, e potrebbero essere in debito con le sue riflessioni sul Susquehanna. Anche una prima versione della poesia "To a Young Ass" fa menzione della pantisocrazia.
La pantisocrazia offrì a Coleridge uno sfogo pratico per idee che in precedenza aveva considerato solo teoricamente. Sebbene lo schema non avesse mai prodotto una comunità reale, ebbe un impatto sul pensiero filosofico di Coleridge. Le sue lezioni sul suo tempo riflettono il suo pensiero pantisocratico sulle relazioni sociali e la ricchezza. Anni dopo scrisse dello schema che si trattava di "un piano tanto innocuo quanto stravagante", ma si può sostenere che gran parte delle fantastiche immagini e dei pensieri politici presenti nel suo lavoro sono debitori sia alla pantisocrazia che alla ricerca da lui condotta in preparazione per il suo viaggio. A livello letterale, forse il più grande impatto che la pantisocrazia ebbe sul giovane Coleridge fu l'ingresso di Sara Fricker (e della loro famiglia successiva) nella sua vita. 